# Brudern-ház

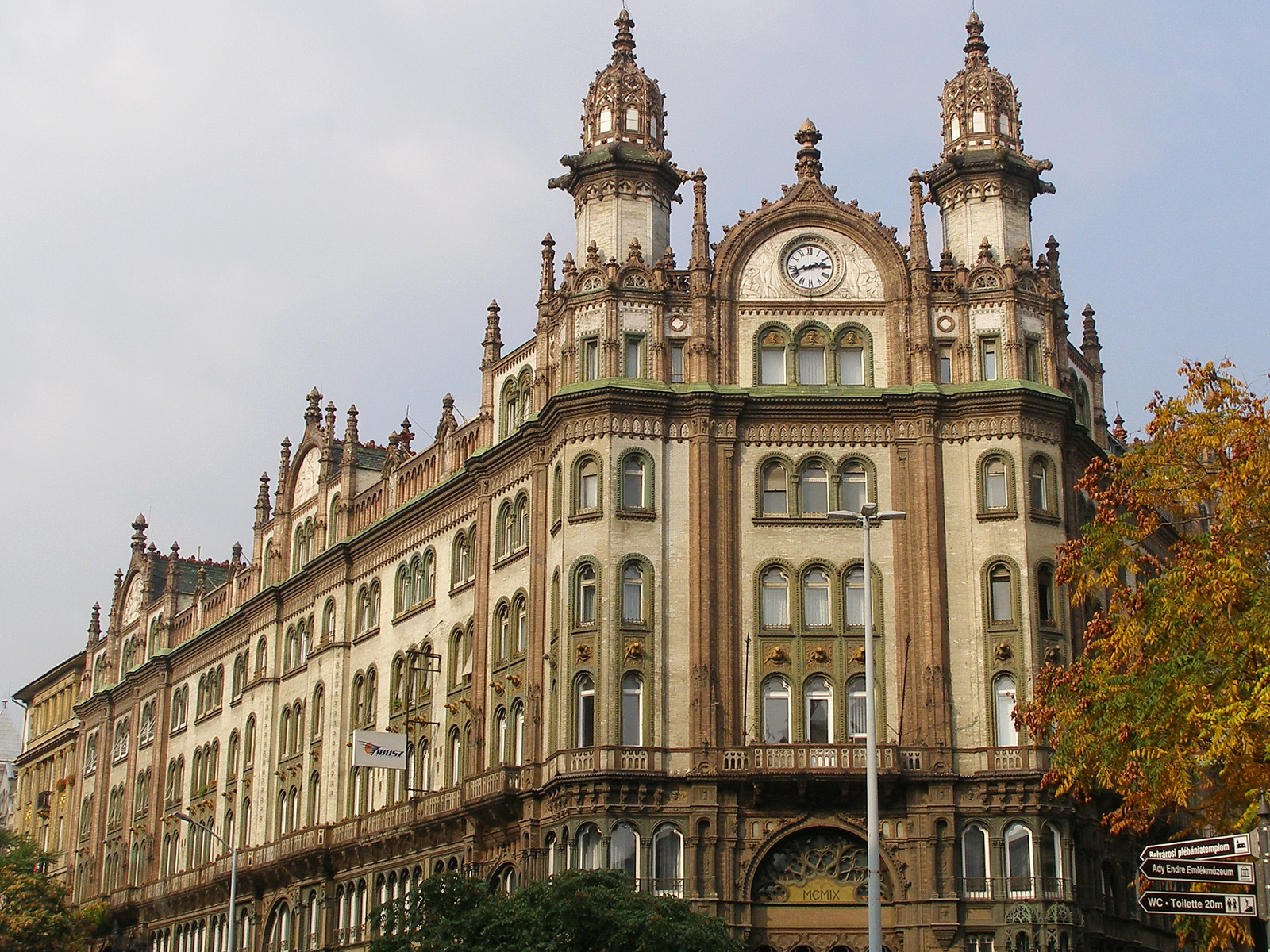
Brudern-ház met vooraan de ingang naar de passage

Brudern-ház (het huis van Brüdern) is een gebouw in de Hongaarse hoofdstad Boedapest. Het staat in District V (Belváros-Lipótváros), aan het Franciscanerplein (Ferenciek tere).
In 1817 werd hier een gebouw neergezet in opdracht van Baron József Brüdern. Op de begane grond werd een winkelpassage aangelegd naar het voorbeeld van de Passage des Panoramas in Parijs. Deze passage kreeg de naam  Párizsi udvar (Parijser hof).

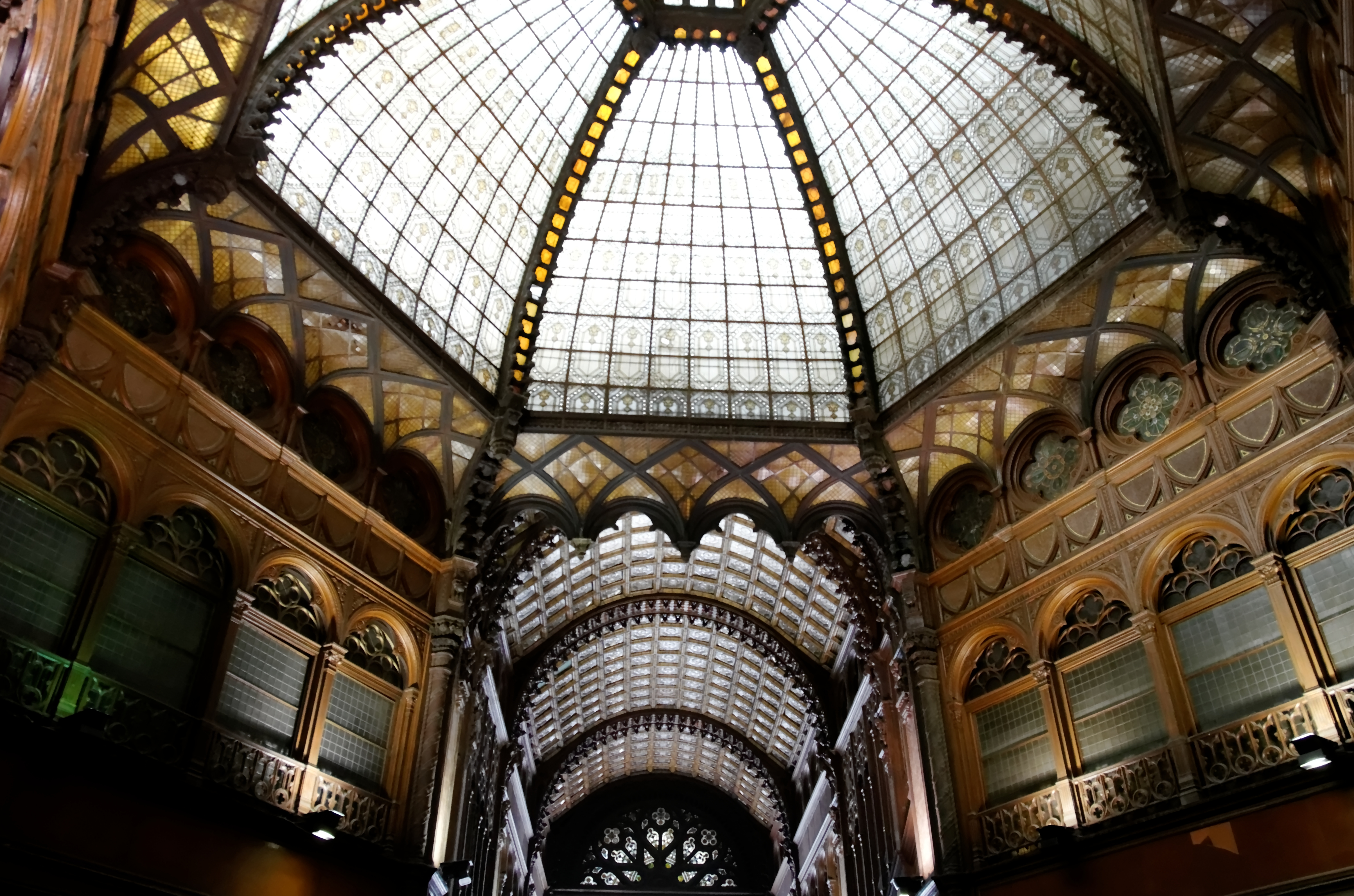
De koepel in de passage

Eind negentiende eeuw werd een nieuwe stadsplanning uitgevoerd waardoor het gebouw bijna volledig werd afgebroken maar de winkelpassage bleef gespaard. In de periode van 1909 tot 1912 werd het huidige gebouw gebouwd in eclectische stijl.